# Diocesi di Isangi
La diocesi di Isangi (in latino Dioecesis Isangiensis) è una sede della Chiesa cattolica nella Repubblica Democratica del Congo suffraganea dell'arcidiocesi di Kisangani. Nel 2021 contava 118.545 battezzati su 1.024.000 abitanti. La sede è vacante.

## Territorio
La diocesi comprende parte dei territori di Yahuma, Isangi, Opala e Basoko nella provincia di Tshopo del Congo.
Sede vescovile è la città di Isangi, dove si trova la cattedrale di Santa Maria Mediatrice.
Il territorio si estende su 133.725 km² ed è suddiviso in 10 parrocchie.

## Storia
La prefettura apostolica di Isangi fu eretta il 14 giugno 1951 con la bolla Enascentium inter di papa Pio XII, ricavandone il territorio dai vicariati apostolici di Basankusu (oggi diocesi), di Coquilhatville (oggi arcidiocesi di Mbandaka-Bikoro), di Lisala (oggi diocesi) e di Stanley-ville (oggi arcidiocesi di Kisangani).
Il 2 luglio 1962 la prefettura apostolica è stata elevata a diocesi con la bolla Decessorum Nostrorum di papa Giovanni XXIII.

## Cronotassi dei vescovi
Si omettono i periodi di sede vacante non superiori ai 2 anni o non storicamente accertati.
- Lodewijk Antoon Jansen, S.M.M. † (10 gennaio 1952 - 20 aprile 1988 deceduto)
- Louis Mbwôl-Mpasi, O.M.I. (1º settembre 1988 - 20 maggio 1997 nominato vescovo di Idiofa)
  - Sede vacante (1997-2000)
- Camille Lembi Zaneli † (2 giugno 2000 - 8 luglio 2011 deceduto)
  - Sede vacante (2011-2016)[2]
- Dieudonné Madrapile Tanzi (2 aprile 2016 - 23 settembre 2024 nominato vescovo di Isiro-Niangara)
  - Dieudonné Madrapile Tanzi, dal 23 settembre 2024 (amministratore apostolico)

## Statistiche
La diocesi nel 2021 su una popolazione di 1.024.000 persone contava 118.545 battezzati, corrispondenti all'11,6% del totale.
| anno | popolazione | popolazione | popolazione | presbiteri | presbiteri | presbiteri | presbiteri                | diaconi | religiosi | religiosi | parrocchie |
| anno | battezzati  | totale      | %           | numero     | secolari   | regolari   | battezzati per presbitero | diaconi | uomini    | donne     | parrocchie |
| ---- | ----------- | ----------- | ----------- | ---------- | ---------- | ---------- | ------------------------- | ------- | --------- | --------- | ---------- |
| 1970 | 41.009      | 250.000     | 16,4        | 19         |            | 19         | 2.158                     |         | 22        | 19        |            |
| 1980 | 55.219      | 361.000     | 15,3        | 18         | 1          | 17         | 3.067                     |         | 21        | 21        |            |
| 1990 | 80.094      | 471.000     | 17,0        | 20         | 4          | 16         | 4.004                     |         | 25        | 25        |            |
| 1997 | 100.086     | 630.700     | 15,9        | 18         | 7          | 11         | 5.560                     |         | 24        | 11        | 10         |
| 2003 | 100.000     | 700.000     | 14,3        | 11         | 5          | 6          | 9.090                     |         | 11        | 14        | 10         |
| 2004 | 57.510      | 700.000     | 8,2         | 12         | 5          | 7          | 4.792                     |         | 8         | 8         | 10         |
| 2006 | 100.881     | 720.634     | 14,0        | 13         | 6          | 7          | 7.760                     |         | 12        | 9         | 10         |
| 2013 | 116.000     | 836.000     | 13,9        | 19         | 17         | 2          | 6.105                     |         | 5         | 7         | 10         |
| 2016 | 120.000     | 904.640     | 13,3        | 21         | 18         | 3          | 5.714                     |         | 7         | 10        | 10         |
| 2019 | 133.725     | 1.014.472   | 13,2        | 26         | 22         | 4          | 5.143                     |         | 8         | 8         | 10         |
| 2021 | 118.545     | 1.024.000   | 11,6        | 27         | 23         | 4          | 4.390                     |         | 8         | 7         | 10         |